# 李家湾乡
李家湾乡，是中华人民共和国山西省吕梁市柳林县下辖的一个乡镇级行政单位。

## 行政区划
李家湾乡下辖以下地区：
韩家坡村、圪垛村、李家湾村、梁家会村、王家会村、上白霜村、下白霜村和蔡家沟村。